# Boulevard Gabriel-Koenigs
Le boulevard Gabriel-Koenigs (en occitan : baloard Gabriel Koenigs) est une voie de Toulouse, chef-lieu de la région Occitanie, dans le Midi de la France. 

## Situation et accès

### Description
Le boulevard Gabriel-Koenigs est une voie publique. Il traverse le quartier des Arènes, puis le quartier de la Patte-d'Oie, dans le secteur 2 - Rive gauche. 
Il naît de la place Émile-Mâle, au carrefour des allées Maurice-Sarraut, et dans le prolongement du boulevard Déodat-de-Séverac. Le boulevard longe d'abord le lycée des Arènes. Par la place Agapito-Nadal, qui s'ouvre à gauche, se trouvent l'accès à la station de métro et à la gare de bus des Arènes. Plusieurs voies piétonnes donnent également accès à la gare ferroviaire de Saint-Cyprien-Arènes. Le boulevard passe ensuite par une trémie sous le pont qui porte les voies de la ligne ferroviaire d'Auch. Le boulevard se prolonge ensuite jusqu'à la barrière de Lombez, où il croise l'avenue du même nom, puis jusqu'à la barrière de Bayonne, où il rencontre l'avenue de Grande-Bretagne. Il est prolongé au nord par le boulevard Jean-Brunhes, qui aboutit au boulevard Richard-Wagner, qui longe la Garonne.
La chaussée compte une voie de circulation automobile dans chaque sens. Elle est longée, entre la place Émile-Mâle et les voies ferrées de la ligne d'Auch, par une piste cyclable à double-sens.

### Voies rencontrées
La boulevard Gabriel-Koenigs rencontre les voies suivantes, dans l'ordre des numéros croissants (« g » indique que la rue se situe à gauche, « d » à droite) :
- Place Émile-Mâle (g)
- Allées Maurice-Sarraut (d)
- Place Agapito-Nadal (g)
- Barrière de Lombez
- Avenue de Lombez
- Rue Roquemaurel
- Barrière de Bayonne
- Avenue de Grande-Bretagne

## Odonymie

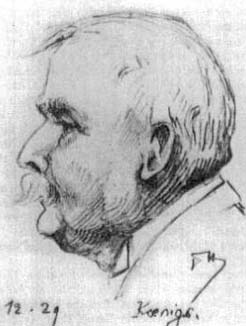
Portrait de Gabriel Koenigs par Paul Helbronner (décembre 1929).

Le boulevard porte le nom de Gabriel Koenigs (1858-1931), mathématicien né à Toulouse, professeur à la faculté des sciences de Besançon en 1883, puis de Toulouse en 1885, avant d'obtenir la chaire de mécanique analytique du collège de France en 1886, puis de la Sorbonne en 1895.
Lors de l'aménagement du mur d'octroi, le long des actuels boulevards Déodat-de-Séverac, Gabriel-Koenigs et Jean-Brunhes, le chemin qui le longe est simplement désigné comme le chemin de ronde de l'octroi. Ce n'est qu'en 1940, avec la disparition du mur d'octroi et l'aménagement des boulevards actuels que la municipalité d'Antoine Ellen-Prévot se préoccupa de lui donner un nom.

## Patrimoine et lieux d'intérêt

### Lycée des Arènes
Le lycée des Arènes est construit entre 1989 et 1991, à l'emplacement des Arènes du Soleil-d'Or, par l'agence Architecture-Studio, dans le cadre d'un concours organisé pour la réalisation d'un « lycée de la Communication ». Le lycée occupe le demi-périmètre est des anciennes arènes, le bâtiment ayant donc un plan semi-circulaire du rez-de-chaussée au 5e étage. La cour intérieure est surplombée par des coursives. La moitié ouest des anciennes arènes, en amphithéâtre face à la façade du lycée, devait être conservée et utilisée pour des projections et des spectacles, mais cette partie du projet n'est finalement pas réalisée et les anciennes arènes sont totalement démolies en mai 1990.

### Immeuble
- no  66 : résidence Koenigs. 
La résidence Koenigs est construite sur les plans de l'agence Taillandier Architectes Associés pour le compte d'Adoma, bailleur social qui propose 122 logements pour jeunes travailleurs. L'immeuble s'élève sur une parcelle exiguë à l'angle de la rue Roquemaurel (actuel no 9). Si son architecture est contemporaine, avec l'utilisation de la brique du Savès en façade sur le boulevard. Les murs-rideaux sont constitués d'aluminium anodisé qui se prolonge au rez-de-chaussée en bardage. L'immeuble s'élève sur 21 mètres et neuf niveaux (un sous-sol, un rez-de-chaussée et sept étages). Le rez-de-chaussée est occupé par les pièces de service, les locaux techniques et le logement du gardien, les étages par les logements. Le dernier étage de comble est couvert de zinc, comme le reste de la toiture.